# سیکستو کازابونا
سیکستو کازابونا (انگلیسی: Sixto Casabona; ۸ ژانویهٔ ۱۹۶۲ – ۱۰ اکتبر ۲۰۰۴) بازیکن فوتبال بود.